# Ancistrosyrinx
Ancistrosyrinx is een geslacht van weekdieren uit de klasse van de Gastropoda (slakken).

## Soort
- Ancistrosyrinx clytotropis (Sykes, 1906)